# David Lindsay, XXVII conte di Crawford
David Alexander Edward Lindsay, XXVII conte di Crawford, X conte di Balcarres (Dunecht, 10 ottobre 1871 – Stonehaven, 8 marzo 1940), è stato un politico britannico.

## Biografia
Nato a Dunecht, nell'Aberdeenshire, in Scozia, era il primogenito di James Lindsay, XXVI conte di Crawford e di sua moglie Emily Florence, figlia del colonnello Edward Bootle-Wilbraham; suo fratello minore fu sir Ronald Lindsay.
Fu educato ad Eton e al Magdalen College di Oxford.
Nel 1895 venne eletto alla Camera dei Comuni come partito conservatore per il collegio di Chorley. Dal 1903 al 1905 fu lord del tesoro sotto Arthur Balfour e dal 1911 al 1913 fece parte dell'opposizione conservatrice al Parlamento. L'anno seguente succedette a suo padre al seggio di famiglia alla Camera dei Lord, assumendo i titoli di conte di Crawford e conte di Balcarres. Dal luglio 1916 fu ammesso a far parte del Consiglio privato di sua maestà e divenne presidente della Board of Agricolture succedendo ad un altro conservatore, William Palmer, II conte di Selborne, entrando nel governo coalizione di Asquith.
Quando David Lloyd George divenne primo ministro nel dicembre 1916, Crawford divenne lord privy seal e dal gennaio 1919 fu lord cancelliere del ducato di Lancaster; dall'aprile 1921 fu ministro dei trasporti, uscendo dal governo di coalizione nell'ottobre 1922.
A parte la sua carriera politica Crawford fu cancelliere dell'Università di Manchester dal 1922 al 1940, curatore della National Portrait Gallery e deputy lieutenant del Lancashire. Fu membro della Società degli antiquari dal 1900, della Royal Society dal 1924 e cavaliere dell'Ordine del cardo dal 1921.
Nel 1900 aveva sposato Costance Lilian (1882-1947), figlia di sir Henry Pelley, III baronetto Lilian; ebbero otto figli, due figli maschi e sei femmine; una delle figlie, lady Mary Lilian Lindsay (1910-2004) sposò Reginald Manningham-Buller; la quinta figlia, lady Katherine Costance Lindsay sposò sir Godfrey Nicholson, I baronetto e fu la madre di Emma Nicholson; il figlio più giovane, James Lindsay fu membro del Parlamento per il North Devon.
Lord Crawford morì l'8 marzo 1940 a sessantotto anni, tramandando il suo titolo e seggio alla Camera dei Lord al suo primogenito David Lindsay, XXVIII conte di Crawford; la contessa di Crawford morì nel gennaio 1947.

## Ascendenza
|                                                                    |                                                |                          | Genitori                            |  |  | Nonni |  |  | Bisnonni                                                       |  |  | Trisnonni                                                          |  |
|                                                                    |                                                |                          |                                     |  |  |       |  |  | James Lindsay, XXIV conte di Crawford e VII conte di Balcarres |  |  | Alexander Lindsay, XXIII conte di Crawford e VI conte di Balcarres |  |
|                                                                    |                                                |                          |                                     |  |  |       |  |  | James Lindsay, XXIV conte di Crawford e VII conte di Balcarres |  |  | Alexander Lindsay, XXIII conte di Crawford e VI conte di Balcarres |  |
|                                                                    |                                                | Elizabeth Dalrymple      |                                     |  |  |       |  |  | James Lindsay, XXIV conte di Crawford e VII conte di Balcarres |  |  |                                                                    |  |
| Alexander Lindsay, XXV conte di Crawford e VIII conte di Balcarres |                                                |                          |                                     |  |  |       |  |  | James Lindsay, XXIV conte di Crawford e VII conte di Balcarres |  |  |                                                                    |  |
|                                                                    |                                                | Maria Pennington         | John Pennington, I barone Muncaster |  |  |       |  |  |                                                                |  |  |                                                                    |  |
|                                                                    |                                                | Maria Pennington         | John Pennington, I barone Muncaster |  |  |       |  |  |                                                                |  |  |                                                                    |  |
|                                                                    |                                                | Maria Pennington         | Penelope Compton                    |  |  |       |  |  |                                                                |  |  |                                                                    |  |
| James Lindsay, XXVI conte di Crawford e IX conte di Balcarres      |                                                | Maria Pennington         |                                     |  |  |       |  |  |                                                                |  |  |                                                                    |  |
|                                                                    |                                                | James Lindsay            | Robert Lindsay                      |  |  |       |  |  |                                                                |  |  |                                                                    |  |
|                                                                    |                                                | James Lindsay            | Robert Lindsay                      |  |  |       |  |  |                                                                |  |  |                                                                    |  |
|                                                                    |                                                | James Lindsay            | Elizabeth Dick                      |  |  |       |  |  |                                                                |  |  |                                                                    |  |
| Margaret Lindsay                                                   |                                                | James Lindsay            |                                     |  |  |       |  |  |                                                                |  |  |                                                                    |  |
|                                                                    |                                                | Anne Trotter             | Coutts Trotter, I baronetto         |  |  |       |  |  |                                                                |  |  |                                                                    |  |
|                                                                    |                                                | Anne Trotter             | Coutts Trotter, I baronetto         |  |  |       |  |  |                                                                |  |  |                                                                    |  |
|                                                                    |                                                | Anne Trotter             | Margaret Gordon                     |  |  |       |  |  |                                                                |  |  |                                                                    |  |
| David Lindsay, XXVII conte di Crawford e X conte di Balcarres      |                                                | Anne Trotter             |                                     |  |  |       |  |  |                                                                |  |  |                                                                    |  |
|                                                                    | Edward Bootle-Wilbraham, I barone Skelmersdale | Richard Wilbraham-Bootle |                                     |  |  |       |  |  |                                                                |  |  |                                                                    |  |
|                                                                    | Edward Bootle-Wilbraham, I barone Skelmersdale | Richard Wilbraham-Bootle |                                     |  |  |       |  |  |                                                                |  |  |                                                                    |  |
|                                                                    | Edward Bootle-Wilbraham, I barone Skelmersdale | Mary Bootle              |                                     |  |  |       |  |  |                                                                |  |  |                                                                    |  |
| Edward Bootle-Wilbraham                                            | Edward Bootle-Wilbraham, I barone Skelmersdale |                          |                                     |  |  |       |  |  |                                                                |  |  |                                                                    |  |
|                                                                    |                                                | Mary Elizabeth Taylor    | Edward Taylor                       |  |  |       |  |  |                                                                |  |  |                                                                    |  |
|                                                                    |                                                | Mary Elizabeth Taylor    | Edward Taylor                       |  |  |       |  |  |                                                                |  |  |                                                                    |  |
|                                                                    |                                                | Mary Elizabeth Taylor    | Margaret Payler                     |  |  |       |  |  |                                                                |  |  |                                                                    |  |
| Emily Bootle-Wilbraham                                             |                                                | Mary Elizabeth Taylor    |                                     |  |  |       |  |  |                                                                |  |  |                                                                    |  |
|                                                                    |                                                | James Ramsbottom         | John Ramsbottom                     |  |  |       |  |  |                                                                |  |  |                                                                    |  |
|                                                                    |                                                | James Ramsbottom         | John Ramsbottom                     |  |  |       |  |  |                                                                |  |  |                                                                    |  |
|                                                                    |                                                | James Ramsbottom         | Sophia Pryor                        |  |  |       |  |  |                                                                |  |  |                                                                    |  |
| Emily Ramsbottom                                                   |                                                | James Ramsbottom         |                                     |  |  |       |  |  |                                                                |  |  |                                                                    |  |
|                                                                    |                                                | Emma Batson              | …                                   |  |  |       |  |  |                                                                |  |  |                                                                    |  |
|                                                                    |                                                | Emma Batson              | …                                   |  |  |       |  |  |                                                                |  |  |                                                                    |  |
|                                                                    |                                                | Emma Batson              | …                                   |  |  |       |  |  |                                                                |  |  |                                                                    |  |
|                                                                    |                                                | Emma Batson              |                                     |  |  |       |  |  |                                                                |  |  |                                                                    |  |